# Sprite
Sprite [sprájt] je gazirana osvežilna pijača z okusom limone, ki jo izdeluje podjetje Coca-Cola. Sprite je poleg Coca-Cole in Fante ena izmed treh pijač, ki jo podjetje Coca-Cola trži po vsem svetu.

## Zgodovina
Pijača izvira iz Nemčije, ki se je sprva imenovala Fanta Klare Zitrone. Po uvedbi na ameriški trg so jo preimenovali v Sprite, kar je izpeljanka iz dveh angleških besed: sprinkle (škropiti, brizgati) in light (lahek, blag). Sprva je napitek vseboval limonin sok, danes pa ga nadomešča citronska kislina in aroma. 

## Sestavine
sladila (acesulfam K, aspartam, neohesperidin DC), ogljikova kislina, citronska kislina, aroma, natrijev citrat, konservans (natrijev benzoat).